# Glenkiln-Skulpturenpark

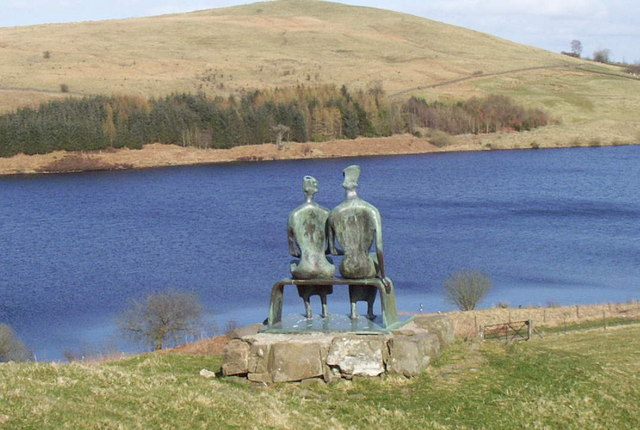
Henry Moores Plastik King and Queen vor dem Glenkiln-Stausee

Glenkiln-Skulpturenpark war ein Skulpturengarten/Skulpturenweg im Randgebiet von Dumfries and Galloway in Schottland.

## Geschichte
Die Skulpturensammlung wurde von 1951 bis 1976 durch Sir William Keswick in Zusammenarbeit mit Henry Moore vor dem Landgut der Keswick-Familie angelegt. Glenkiln liegt um den Glenkiln-Stausee, etwa 10 km von Dumfries entfernt. Die Skulpturen waren ohne Ausschilderung über das gesamte Landgut verteilt. Es war der erste derartige Skulpturenpark in Schottland. Der Park diente später als Vorbild für den Park Little Sparta des schottischen Bildhauers Ian Hamilton Finlay. 
Zu den aufgestellten Kunstwerken gehörten:
- Auguste Rodin: Saint Jean Baptiste (1878/1880)
- Henry Moore: The King and Queen (1952/1953)
- Jacob Epstein: Visitation (1926)
- Henry Moore: Two Piece Reclining Figure No. 1 (1959) – Kopie
- Henry Moore: Glenkiln Cross (1955/1956)
- Henry Moore: Standing Figure (1950)

Als 2013 die Skulptur Standing Figure gestohlen wurde, wurden alle weiteren Skulpturen bis auf das Glenkiln Cross aus dem Park entfernt.
Standing Figure hatte Sir Keswick 1951 nach einer Ausstellung im Londoner Battersea Park gekauft. Sie hatte bei ihrer Anlieferung in Glenkiln für Aufsehen gesorgt, da man sie zunächst für Traktorzubehör gehalten hat. Ein Abguss der Plastik Glenkiln Cross steht in Hannovers Maschpark. Die Stadt Hannover legte den Standort gemeinsam mit Henri Moore fest.

## Fotogalerie

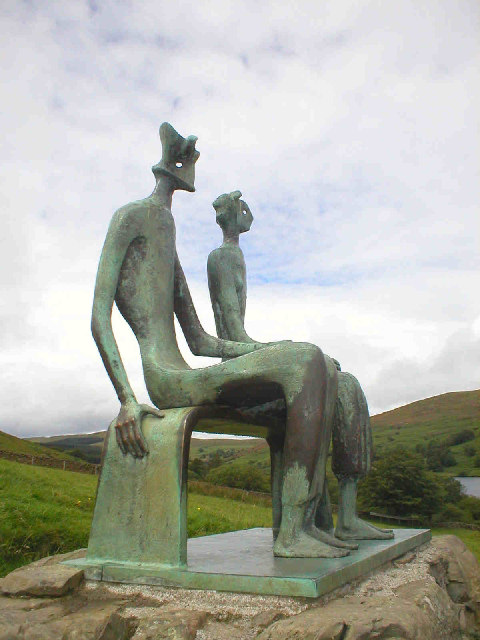
The King and Queen von Henry Moore
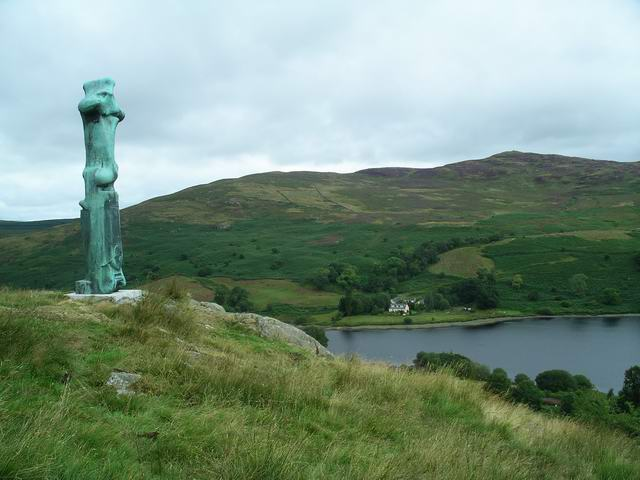
Glenkiln Cross von Henry Moore
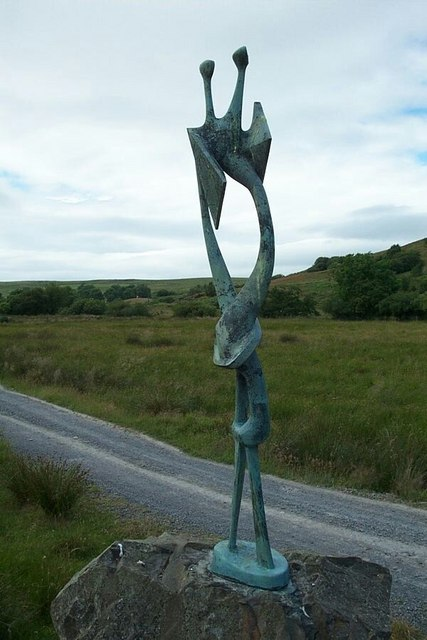
Standing Figure von Henry Moore (2013 gestohlen)
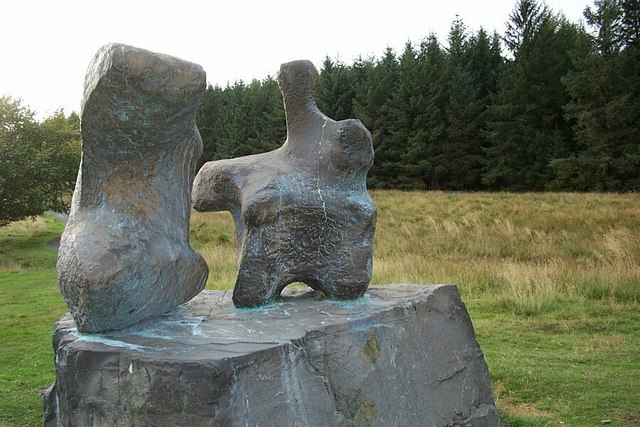
Two Piece Reclining Figure (Kopie) von Henry Moore
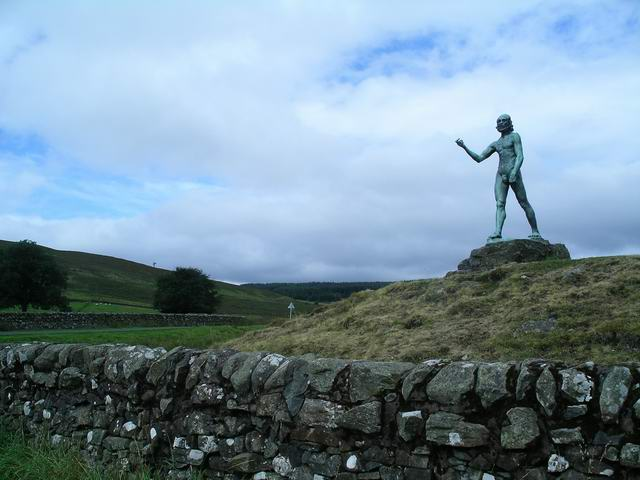
Saint Jean Baptiste von Auguste Rodin
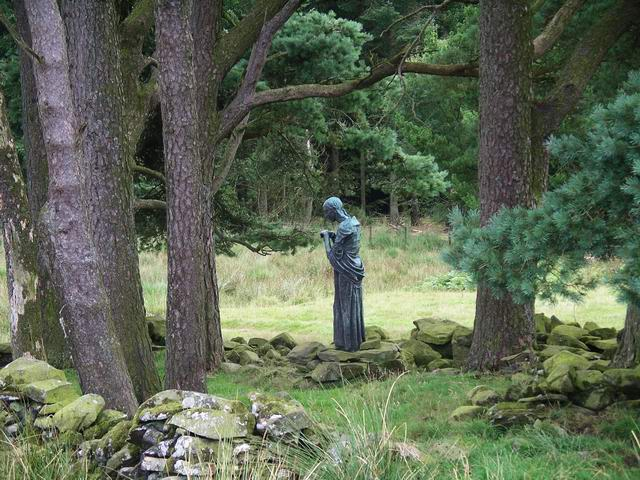
Maria Verkündigung von Jacob Epstein
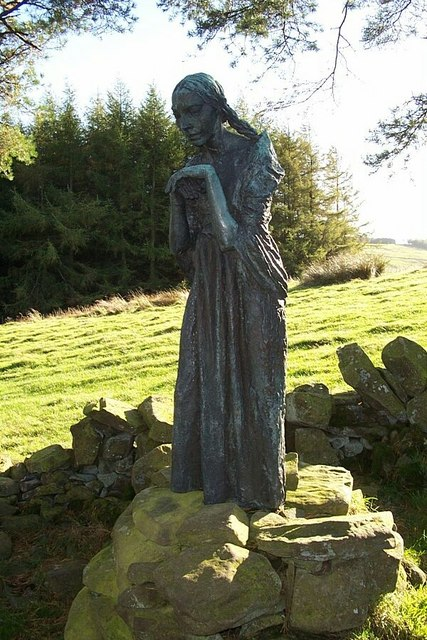
Maria Verkündigung